# 施进卿
施进卿（14世纪？—1423年），又作施晋卿，祖先是来自杭州的回民，南洋三佛齐华侨，在14世纪末成为苏门答腊岛旧港（巨港）的华人首领。
1397年爪哇满者伯夷国打败室利佛逝（三佛齐）后，三佛齐的华人一千多人拥戴广东南海人梁道明为三佛齐王，施进卿是梁道明的副手。1405年，明成祖派监察御史谭胜受和千户杨信前往三佛齐招安，梁道明入朝贡方物，留施进卿带领旧港军民。1407年，三保太监郑和下西洋经过旧港，遭遇海盗陈祖义袭击，施进卿帮助郑和率领的明朝水师打败陈祖义。同年施进卿派女婿往南京朝贡，明成祖诏命施进卿为旧港宣慰使。他对其他国家仍然自称三佛齐国王。 1423年，施进卿去世。由其次女施二姐即位为女王，其子施济孙与施二姐争位，郑和任命施济孙为宣慰使，施二姐则前往东爪哇传播伊斯兰教。郑和南下了解实际情况后，承认了施二姐为旧港首领地位。施二姐在旧港的统治持续到1440年之后，旧港归入满者伯夷国的统治，三佛齐国最终灭亡。西沙群岛中有晋卿岛以纪念施晋卿（施进卿）。